# Liste der Wegekreuze und Bildstöcke im Bonner Ortsteil Pützchen-Bechlinghoven
Die folgende Liste enthält die Wege-, Grabkreuze und Bildstöcke, die auf dem Gebiet des Bonner Ortsteils Pützchen-Bechlinghoven im Stadtbezirk Beuel nachgewiesen sind.
| Bild           | Bezeichnung               | Lage                                 | Beschreibung | Inschrift | Bauzeit     | Denkmalnummer |
| -------------- | ------------------------- | ------------------------------------ | --- | --- | ----------- | ------------- |
| weitere Bilder |                           | Alte Schulstraße/Marktstraße Karte   | Das Wegekreuz wurde 1905 an der Müldorfer Straße von heute unbekannten Stiftern errichtet. | Zu Ehre Gottes und der Unbefleckten Empfändnis Mariens errichtet im Jahre des Heiles 1905 | 1905        | A 1784        |
| weitere Bilder |                           | Adelheidisplatz 12 Karte             | Der Bildstock (Heiligenhäuschen) an der Ecke Adelheidisplatz und Holtorfer Straße befand sich bis 1961 vor einem Haus an der Pützchen Chaussee 169. Im Inneren befindet sich eine Holzfigur des heiligen Joseph mit dem Jesuskind. Der alte Bildstock wurde zu Anfang des letzten Jahrhunderts errichtet.                                                | |             |               |
| weitere Bilder |                           | Adelheidisplatz Karte                | Das Wegekreuz ist Teil des Adelheidis-Brunnens am Adelheidisplatz. 1959, in den alten Formen, errichtet. Die alte Jahreszahl 1684 wurde bei der Neuschaffung nicht übernommen. Die Initialen P.B. stehen für den Geistlichen Rat Peter Breideneich, den damaligen Pfarrer von Pützchen.                                                                  | Jahreszahl an der rechten Sockelseite mit den Initialen P.B. Auf der Rückseite des Sockels das Steinmetzzeichen FW.                                                                                    | 1684 / 1959 | A 838         |
| weitere Bilder |                           | Am Herz-Jesu-Kloster 15 Karte        | Das Wegekreuz wurde 1693 von der damaligen Äbtissin (1693 bis 1727) des Vilicher Stifts gestiftet. Über der Muschelnische ist noch das Familienwappen derer von Bucholtz mit drei Löwenköpfen erkennbar. Das Kreuz befindet sich heute an der Straße Am Herz-Jesu-Kloster. In der Inschrift befinden sich scheinbar willkürlich Majuskeln und Minuskeln. | AO 1693 HAT DIE HOCHWURDIG HOCH WOHLGEBORENE AGNES ADRIANA FREINNE VON UND ZU BUCHOLTZ AB TISIN DES FREYADLICHEN UND WELTLICHEN STIFTS ZU VYLICH UND HERRIN DASELBST ZU EHREN GOTTES AUFRICHTEN LASSEN | 1693        | A 1991        |
| weitere Bilder |                           | Am Knippchen Karte                   | Das Wegekreuz aus dem Jahre 1720 befindet sich in einer Grünanlage an der Straße Am Kippchen. Die Inschrift wurde 1968 anhand einer 40 Jahre alten Fotografie ermittelt. | AO 1720… NVS HABEM BEI DE EHELEVT WALRAMVS WINTERSHEIT VND ANNA GIRDRAVT CREVTZER DEISES CREVTZ ZV EHREN DEM GECREVZIGSOEN IESV AVFF RICHDEN LASEN                                                     | 1720        |               |
| weitere Bilder | ehemalige Kirchturmspitze | Marktstraße 47 Karte                 | Das Eisenkreuz wurde als Ersatz für ein zerstörtes Kreuz an der Marktschule (Marktstraße 47) aufgestellt. | DIESES KREUZ STÜRZTE DURCH FLIEGERBOMBEN - OSTERN 1942 - VOM KIRCHENDACH |             |               |
| weitere Bilder |                           | Karmeliterstraße/Friedenstraße Karte | Das Wegekreuz befindet sich heute an der Ecke Frieden- und Karmeliterstraße. Das Kreuz wurde 1871 als Hauptkreuz auf dem Friedhof in Pützchen errichtet und später durch ein größeres Hauptkreuz ersetzt. Das Kreuz wurde 2012 restauriert. | Memento mori; Mein Jesus Barmherzigkeit 100 Tage Ablass gewidmet von Hubert Arenz u. Anna Maria Kolf 1871                                                                                              | 1871        | A 4062        |
| weitere Bilder |                           | Karmeliterstraße/Marktstraße Karte   | Das Holzkreuz in der Form eines Missionskreuzes befindet sich hinter dem Chor der Pfarrkirche Sankt Adelheid in Pützchen an der Ecke Karmeliter- und Marktstraße. | RETTE DEINE SEELE |             |               |
| weitere Bilder |                           | Karmeliterstraße/Marktstraße Karte   | Die zwei Grabkreuze befinden sich hinter dem Chor der Pfarrkirche Sankt Adelheid in Pützchen an der Ecke Karmeliter- und Marktstraße. Die Kreuze stammen von dem früheren Friedhof der Karmeliter. Ihr Kloster befand sich direkt neben der Wallfahrtskirche, die sie von 1689 bis zur Säkularisation betreuten.                                         | |             |               |
| weitere Bilder |                           | Karmeliterstraße 36 Karte            | Das Wegekreuz befindet sich in der Karmeliterstraße auf Höhe der Hausnummer 36. | Im Querbalken: JHS = seit dem späten Mittelalter übliches (griechisches) Christusmonogramm; Zu Ehren der schmerzhaften Mutter Maria. Errichtet von den Eheleuten Jos. Jonen und Kath. Honrath          |             |               |
| weitere Bilder |                           | Karmeliterstraße 6 Karte             | Das Holzkreuz wurde 1937 errichtet und befindet sich heute in der Karmeliterstraße auf Höhe der Hausnummer 6. | Johannes (Nachname unleserlich) *3.1.1860 +9.3.1937 | 1937        |               |